# Betta imbellis
Betta imbellis  (лат.) — вид лабиринтовых рыб из семейства макроподовых (Osphronemidae). Был обнаружен в 1970 году в Куала-Лумпуре Малайзии.

## Места обитания
Ареал — Юго-Восточная Азия. Рыбы пресноводные. В основном встречаются на Суматре, в Сингапуре, на Малайском полуострове, на островах Борнео, в Лаосе, на вьетнамском острове Фу Куок, а также в частях северного и южного Таиланда. Обитают в ручьях, реках и поймах тропических лесов. В месте обнаружения и отлова жёсткость воды была небольшой и составляла (gH) 8-10°, но рыбы встречались и в воде с общей жёсткостью до gH30° и электропроводностью от 10 до 280 см/м; температура 34°С. В зависимости от сезона температура может колебаться от +15°С до +40°С. Чистота воды не имеет значения: рыбки встречаются как в мутной и застоенной, так и в чистых проточных водах. Кислотность воды (pH) колеблется от 4,5 до 7,2-х. Преобладают на мелководье и в заводях с обильной водной растительностью.

## Описание
Размер рыб не превышает 5,5 см. Самец чёрно-синий, круглый хвостовой плавник имеет рубиновый кант, красные пятна на анальном плавнике, лучи блестят голубым. Мирные, не воинственные рыбки: поединки самцов никогда не ведут к серьёзным последствиям. Рыбки могут постоянно находятся в состоянии возбуждения вблизи друг друга и сверкают всеми красками.

## Размножение

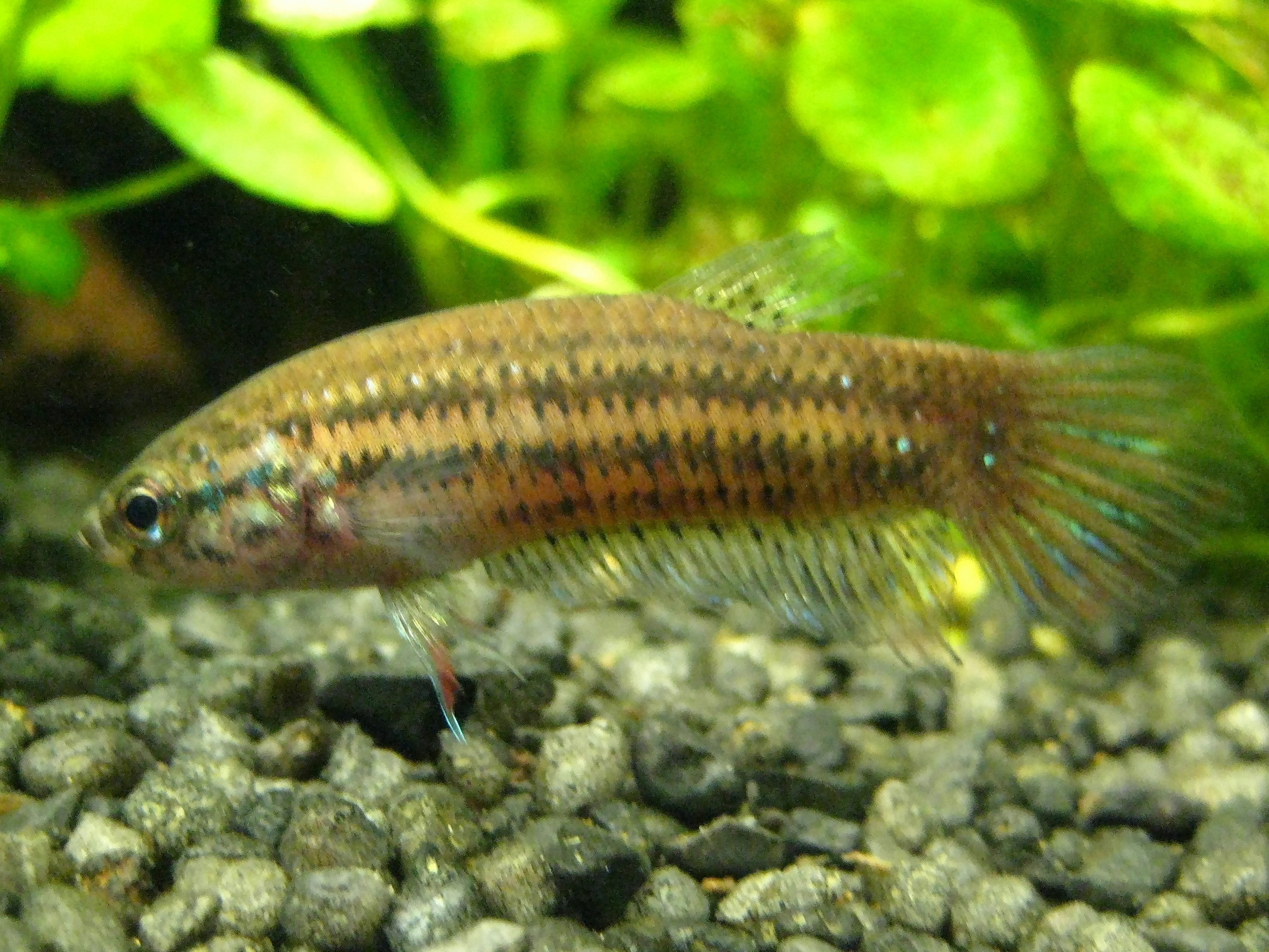
Самка

Половозрелыми рыбы становятся в 3-х — 4-х месячном возрасте. Самцы строят гнездо из пены. Продуктивность рыбок от 80 до 150 икринок. Выклев через 36 часов при температуре 26°С. На четвертые сутки мальки расплываются. Стартовый корм — инфузория, «живая пыль».

## В аквариумистике
Относительно редкие рыбки у любителей аквариумного рыбоводства.